# Вероника прекрасная
Веро́ника прекра́сная (лат. Veronica laeta) — многолетнее травянистое растение, вид рода Вероника (Veronica) семейства Подорожниковые (Plantaginaceae).

## Распространение и экология
Территория бывшего СССР: Западный Тянь-Шань (Таласский Алатау, Киргизский Алатау), Восточный Тянь-Шань (верховья реки Текес), Джунгарский Алатау, Южный Алтай (Кучумский и Нарымский хребты); Азия: Китай (реки Или, Иртыш, окрестности озера Улюнгур).
На каменистых склонах, на скалах, на степных участках, в песках, от предгорий до субальпийского пояса.

## Ботаническое описание
Корень толстый, многоглавый, деревянистый.
Стебли многочисленные, прямостоячие, простые, иногда ветвистые, высотой 25—55 (до 100) см, при основании деревянистые, покрытые иногда довольно густыми, очень короткими, вверх изогнутыми волосками или почти голые.
Листья очерёдные или сближенные по нескольку, обычно несколько изогнутые, от линейных до продолговато-ланцетных, длиной 1—5 см, шириной 0,5—4 мм, у основания сужены в короткий черешок; коротко и скудно волосистые или почти голые.
Соцветие — конечная кисть, длиной 4—20 см, иногда в пазухах верхних листьев развиваются короткие боковые кисти; цветоножки длиной 1,5—2 мм; прицветники линейные, цельнокрайные. Чашечка длиной 1—3 мм, до половины разделена на ланцетные или яйцевидно-продолговатые, заострённые, неравные четыре доли; венчик синий, беловатый или сиреневый, диаметром 2,5—6 мм, с неправильным отгибом; тычинки вдвое превышают отгиб венчика; пыльники продолговатые.
Коробочка обратнояйцевидная или округлая, почти несплюснутая, длиной 3—5 мм, шириной в два раза длиннее чашечки, голая, гладкая. Семена продолговатые, длиной 1,5—2 мм, шириной 0,5—1 мм.

## Таксономия
Вид Вероника прекрасная входит в род Вероника (Veronica) семейства Подорожниковые (Plantaginaceae) порядка Ясноткоцветные (Lamiales).
|  |                                      |  |                                                             |                                                             |                          |  | ещё 21 семейство (согласно Системе APG II) | ещё 21 семейство (согласно Системе APG II) |                         |  |  |  | ещё от 300 до 500 видов |
|  |                                      |  |                                                             |                                                             |                          |  | ещё 21 семейство (согласно Системе APG II) | ещё 21 семейство (согласно Системе APG II) |                         |  |  |  | ещё от 300 до 500 видов |
|  |                                      |  |                                                             | порядок Ясноткоцветные                                      |                          |  |                                            |                                            | род Вероника            |  |  |  |                         |
|  |                                      |  |                                                             | порядок Ясноткоцветные                                      |                          |  |                                            |                                            | род Вероника            |  |  |  |                         |
|  | отдел Цветковые, или Покрытосеменные |  |                                                             |                                                             | семейство Подорожниковые |  |                                            |                                            | вид Вероника прекрасная |  |  |  |                         |
|  | отдел Цветковые, или Покрытосеменные |  |                                                             |                                                             | семейство Подорожниковые |  |                                            |                                            |                         |  |  |  |                         |
|  |                                      |  | ещё 44 порядка цветковых растений (согласно Системе APG II) | ещё 44 порядка цветковых растений (согласно Системе APG II) |                          |  |                                            | ещё 90 родов                               | ещё 90 родов            |  |  |  |                         |
|  |                                      |  |                                                             | ещё 44 порядка цветковых растений (согласно Системе APG II) |                          |  |                                            |                                            | ещё 90 родов            |  |  |  |                         |